# Montschenloch
Das Montschenloch ist mit 1004 m ü. NHN der sechsthöchste Berg der Schwäbischen Alb. Er liegt etwa einen Kilometer östlich von Deilingen, auf dessen Gemarkung er auch liegt, und bildet mit den Bergen Rainen, Bol und Wandbühl eine Bergkette. Das Montschenloch gehört zur Region der 10 Tausender.
Sein Gipfel ist teils von Nadelwald, teils von Bergwiesen (die sogenannte Schlichte) bewachsen.

## Ausstattung
Der höchste Punkt des Berges ist mit einer Gipfelmarkierung gekennzeichnet und liegt in einem Waldstück. Auf dem Montschenloch befindet sich der Fernmeldeturm Deilingen auf 980 m ü. NHN, unmittelbar unterhalb davon liegt die bewirtete Berghütte namens Hütte am Turm. Von dort aus kann man die umliegenden Berge, im Tal Deilingen-Delkhofen, im Albvorland den TK-Elevator-Testturm bei Rottweil, sowie bei guter Witterung den Schwarzwald sehen.
Im Winter werden auf der gesamten Hochfläche oberhalb von Deilingen Langlauf-Loipen gespurt, die auch am Montschenloch vorbeiführen.

## Galerie

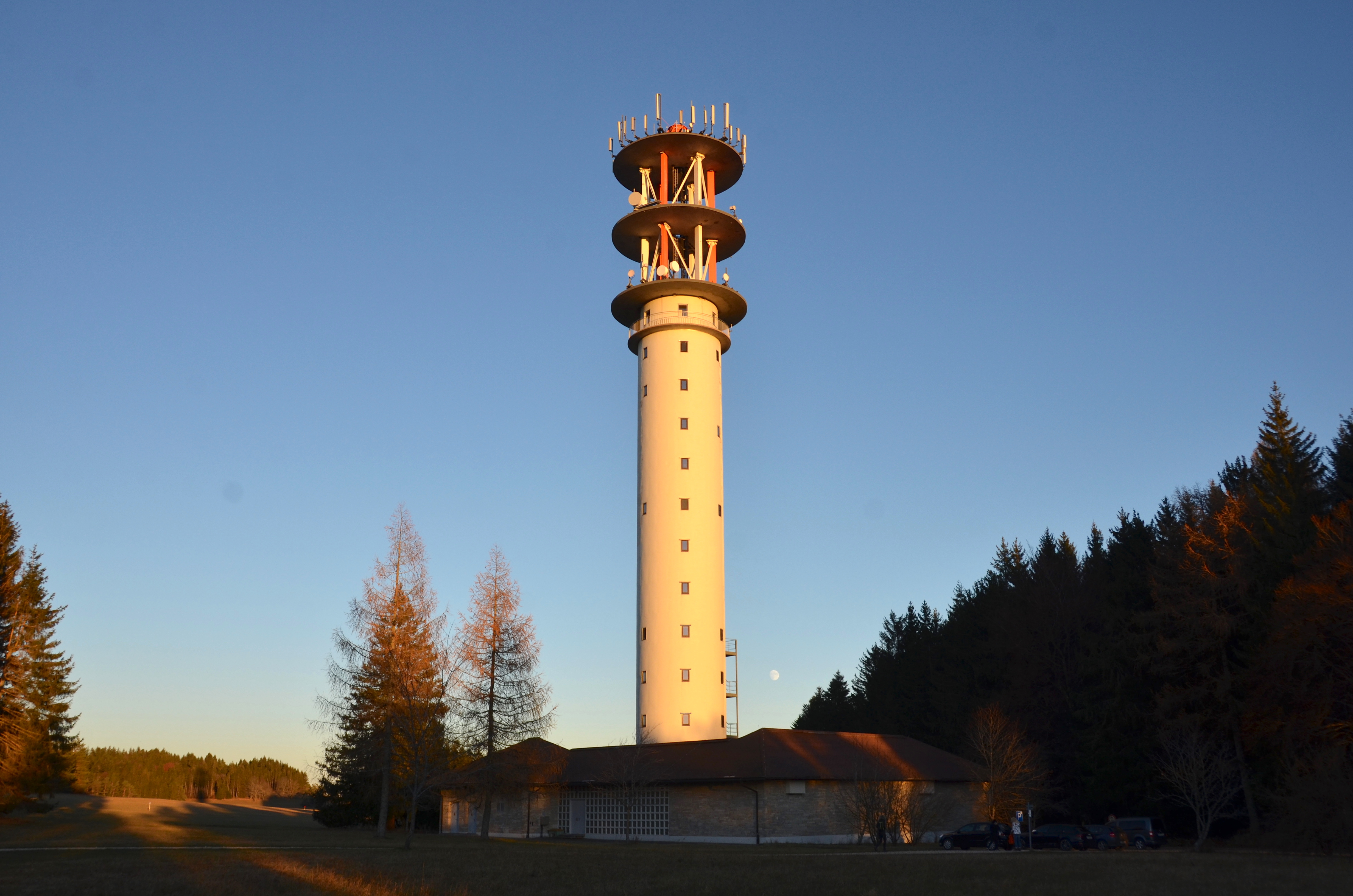
Fernmeldeturm Deilingen auf der 980 m ü. NN hohen Schlichte
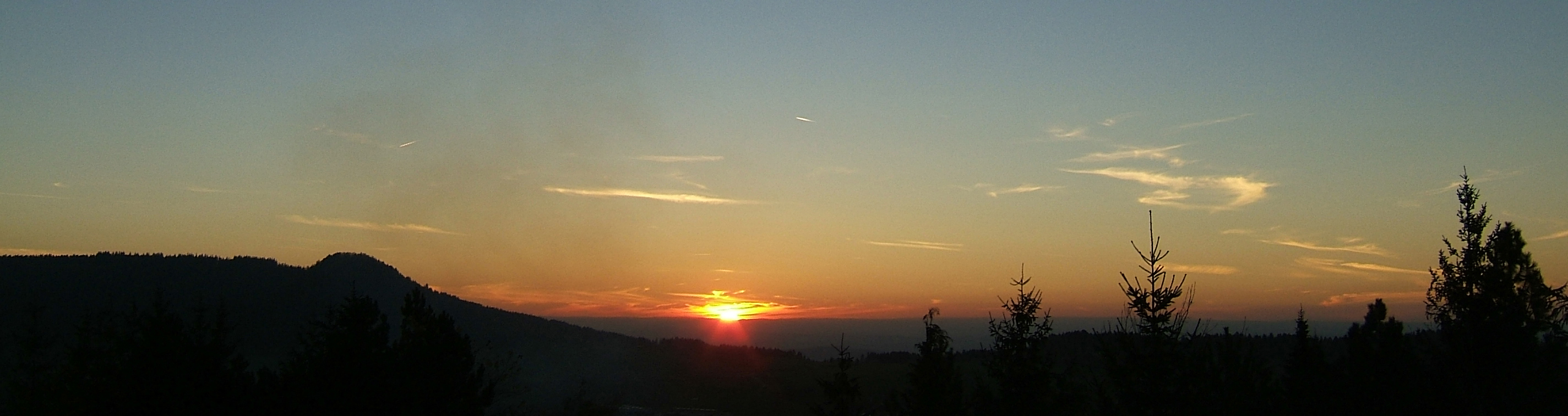
Abendlicher Blick vom Montschenloch über das Mühlbach-Hochtal zum Schwarzwald im Westen. Im Vordergrund links sind Hochberg und Oberhohenberg zu sehen
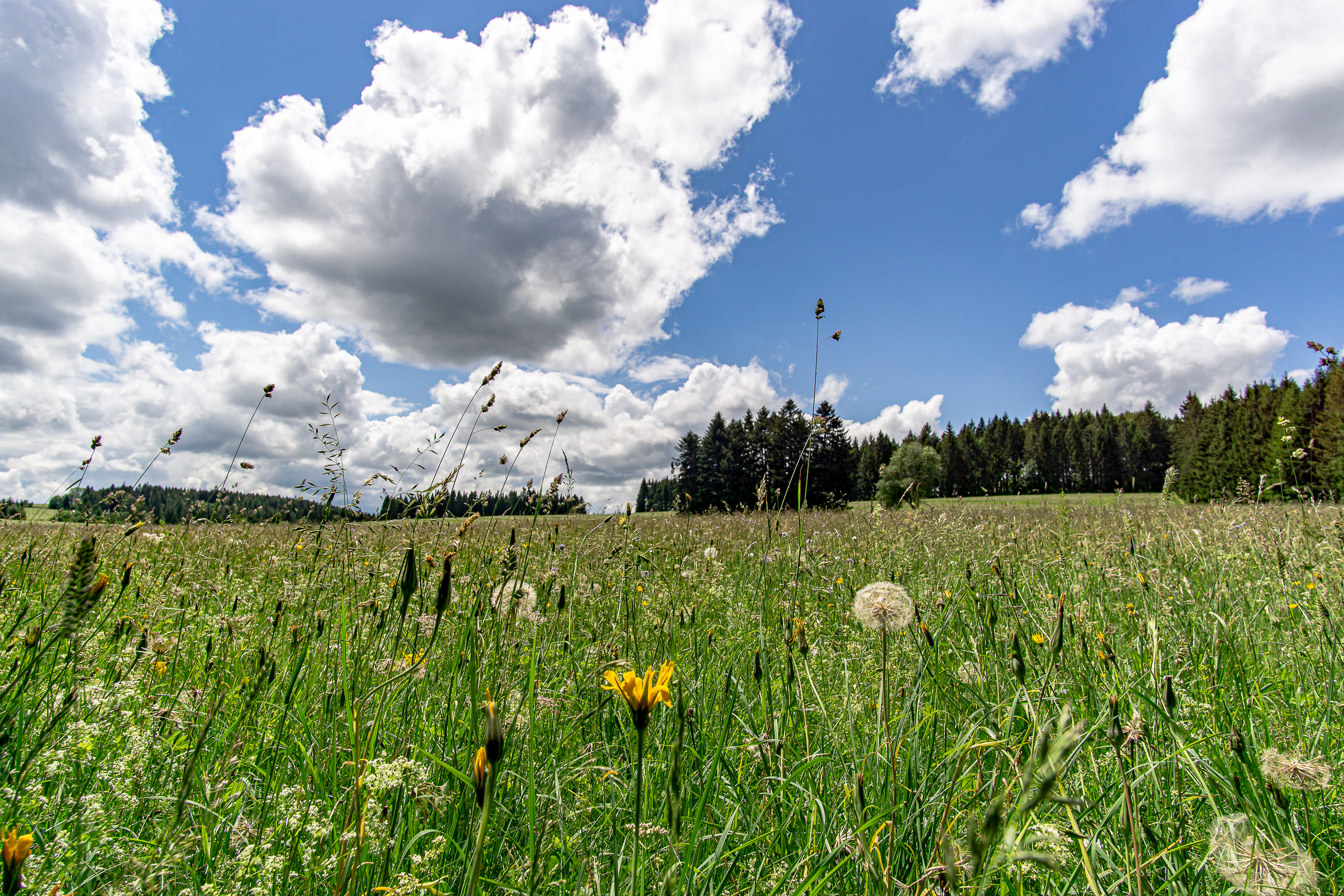
Typische Bergwiesen auf dem Montschenloch